# Kubit pomocniczy
Kubit pomocniczy (ang. Ancilla qubit) – dodatkowy kubit stosowany w algorytmach kwantowych i zwykle inicjowany stanem standardowym (zwykle {\displaystyle |0\rangle } lub {\displaystyle |1\rangle }), którego celem jest zwiększenie wymiaru przestrzeni Hilberta koniecznej do obliczeń. 
W przypadku, gdy algorytm kwantowy symuluje działanie algorytmu klasycznego (nieodwracalnego) liczba koniecznych  kubitów pomocniczych rośnie co najwyżej liniowo wraz z ilością bramek, ponieważ każdy element algorytmu nieodwracalnego może być modelowany stałą liczbą kubitów pomocniczych. W konsekwencji złożoność obliczeniowa, jak klasa P, czy NP,  pozostaje taka sama niezależnie od tego czy wykorzystywany jest kwantowy (odwracalny), czy klasyczny (nieodwracalny) model obliczeniowy. Kubity pomocnicze wykorzystywane są również w kwantowej korekcji błędów.